# Humanine
L'humanine (MT-RNR2) est un polypeptide dont l'existence in vivo était encore discutée en 2002  et établie depuis lors. Ce polypeptide serait long de 21 ou 24 résidus d'acides aminés selon qu'il est synthétisé respectivement dans les mitochondries ou dans le cytoplasme. Ces deux peptides sont biologiquement actifs et font l'objet de recherches dans le cadre de traitements contre la maladie d'Alzheimer,,. Ils correspondent à une séquence d'ADN codante (CDS) située sur le gène MT-RNR2 de l'ARN ribosomique 16S mitochondrial. Ils ont pour séquence (les trois derniers résidus, entre parenthèses, ne seraient exprimés que dans le cytoplasme) :
Met–Ala–Pro–Arg–Gly–Phe–Ser–Cys–Leu–Leu–Leu–Leu–Thr–Ser–Glu–Ile–Asp–Leu–Pro–Val–Lys(–Arg–Arg–Ala).

## Propriétés
L'humanine aurait un certain nombre d'effets cytoprotecteurs et neuroprotecteurs. 
Des effets bénéfiques auraient été observés sur des modèles animaux atteints de la maladie d'Alzheimer,. 
Elle aurait également des effets neuroprotecteurs sur des modèles animaux de maladie de Huntington, d'encéphalopathie subaiguë spongiforme transmissible et d'accident vasculaire cérébral,,, dont sur l'amélioration de la mémoire. 
Elle aurait aussi des effets bénéfiques contre le stress oxydant, l'athérosclérose et l'infarctus du myocarde,,,. 
Enfin, ce peptide favoriserait également la survie des cellules bêta du pancréas, ce qui serait bénéfique en cas de diabète de type 1, et augmentrait la sensibilité à l'insuline, ce qui serait bénéfique en cas de diabète de type 2.